# Cerasma cairon
Cerasma cairon är en nattsländeart som beskrevs av Malicky 1986. Cerasma cairon ingår i släktet Cerasma och familjen krumrörsnattsländor. Inga underarter finns listade i Catalogue of Life.